# Манолово
Мано́лово (болг. Манолово) — село в Старозагорській області Болгарії. Входить до складу общини Павел-Баня.

## Населення
За даними перепису населення 2011 року у селі проживали 760 осіб.
Національний склад населення села:
| Національність   | Кількість осіб | Відсоток |
| ---------------- | -------------- | -------- |
| турки            | 311            | 41,6%    |
| болгари          | 247            | 33,1%    |
| цигани           | 187            | 25,0%    |
| Всього відповіли | 747            |          |

Розподіл населення за віком у 2011 році:
Динаміка населення: